# Rimes féminines
Pour la poésie, voir Rimes féminines (poésie).
Albums de Juliette
Juliette chante aux Halles
(1995) Deux pianos
(1998)
Paru en février 1996, Rimes féminines est le second album studio de l'auteur-compositrice-interprète française Juliette, après Irrésistible.

## Genèse
Rimes féminines réunit à nouveau le parolier Pierre Philippe, et la compositrice Juliette Noureddine, qui signe ici toutes les musiques à l'exception d'une adaptation en français de I'm Still Here, tirée de la comédie musicale Follies de Stephen Sondheim, auteur américain de comédies musicales ; mais contrairement à l'album précédent, la chanteuse a convoqué un orchestre symphonique, l'Ensemble Orchestral des Hauts-de-Seine, dirigé par Laurent Brack, avec des arrangements de Didier Goret ou de Juliette elle-même,.

## Caractéristiques artistiques

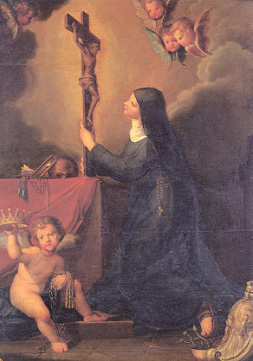
Une religieuse en extase devant le corps du Christ en croix, thème qui inspirera le texte dOraison.

Avec ce disque, le parolier et son interprète ont voulu proposer aux auditeurs un  « spectacle » à partir de nombreux personnages féminins très différents les uns des autres,,, et non pas une simple suite de chansons,. Poursuivant le travail effectué de 1980 à 1985 avec Jean Guidoni, l'auteur Pierre Philippe continue de s'inspirer de thèmes variés comme la prostitution, l'histoire de l'art, la politique, et s'intéresse même à de vieux faits divers.
La chanson titre Rimes féminines figure parmi les préférées de sa créatrice. Elle y énumère une liste de cinquante noms,, liste rimée de personnages féminins éminents,, en général trois par trois (cette liste peut se consulter dans l'annexe).
La seconde chanson, L'amour en pointillé évoque les souvenirs nostalgiques d'un modèle qui fut jadis la maîtresse d'un peintre pointilliste. La petite fille au piano nous montre la transformation d'une innocente jeune pianiste en une « authentique teigne » destructrice, le tout accompagné par une musique parodiant certaines pièces de Mozart ou Beethoven,.
Par contraste, l'ironique Heureuse décrit la morne vie d'une femme dépressive isolée dans une maison de campagne. La chanson suivante, qui s'intitule La géante, figurait déjà sur Juliette chante aux Halles. Juliette y brosse un personnage de femme monstrueuse, tout à la fois géante protectrice, et dévorante « Queen-Kong » qui manipule des amants lilliputiens,.
Le morceau Revue de détail s'apparente au genre du comique troupier que Juliette affectionne à l'occasion,. La chanson qui suit, Berceuse pour Carlitos, fait référence à la mère du célèbre chanteur de tango Carlos Gardel, qui imagine un avenir brillant pour son fils qu'elle surnomme affectueusement « Carlitos ».
La belle Abbesse décrit, quant à elle, la figure crasseuse mais fière d'une clocharde narguant les passants, sur un accompagnement musical rappelant les musiques de fêtes foraines. Le titre suivant, Consorama donne la parole à une caissière de supermarché, afin de se moquer, à travers elle, de la société de consommation. Tueuses déroule, à la manière de la chanson titre, une liste de femmes criminelles telles Violette Nozière, Marie Besnard ou Bonnie Parker,. Remontrances fait le portrait d'une tenancière de bordel qui réprimande les gigolos qu'elle emploie, au son d'un jazz-band de style rétro,,.
Plus singulière, la musique d'Oraison est d'inspiration religieuse (selon l'universitaire Jean Viau : « il s'agit sans doute de la seule chanson de variété qui soit accompagnée d'une musique de stabat mater »), et ses paroles font référence à l'adoration amoureuse qu'une nonne porte au Christ,. L'album se clôt par Un ange passe, une prière adressée à un ange.

## Parution et réception
L'album, réédité par Polydor en 2001 et 2016, s'est vendu à plus de 50 000 exemplaires. Il a valu à Juliette la Victoire de la révélation en 1997, lors de la 12e cérémonie des Victoires de la musique, dont elle relate l'épisode dans son  livre Juliette, Mensonges et autres confidences.

## Fiche technique

### Liste des chansons
Toutes les chansons sont écrites par Pierre Philippe,,, en dehors de l'adaptation en français du standard I'm still here (tenir).
| No  | Titre                                                              | Paroles                                       | Musique             | Durée |
| --- | ------------------------------------------------------------------ | --------------------------------------------- | ------------------- | ----- |
| 1.  | Rimes féminines                                                    | Pierre Philippe                               | Juliette Noureddine | 5:38  |
| 2.  | L'amour en pointillé                                               | Pierre Philippe                               | Juliette Noureddine | 5:16  |
| 3.  | La petite fille au piano                                           | Pierre Philippe                               | Juliette Noureddine | 4:06  |
| 4.  | Heureuse                                                           | Pierre Philippe                               | Juliette Noureddine | 4:14  |
| 5.  | La géante                                                          | Pierre Philippe                               | Juliette Noureddine | 5:17  |
| 6.  | Revue de détail                                                    | Pierre Philippe                               | Juliette Noureddine | 4:21  |
| 7.  | Berceuse pour Carlitos (évoquant la vie du chanteur Carlos Gardel) | Pierre Philippe                               | Juliette Noureddine | 4:08  |
| 8.  | La belle abbesse                                                   | Pierre Philippe                               | Juliette Noureddine | 5:29  |
| 9.  | Consorama (arrangement Franck Steckar)                             | Pierre Philippe                               | Juliette Noureddine | 2:53  |
| 10. | Tueuses                                                            | Pierre Philippe                               | Didier Goret        | 3:32  |
| 11. | Remontrances                                                       | Pierre Philippe                               | Juliette Noureddine | 3:46  |
| 12. | I'm still here (Tenir) (arrangement Didier Goret)                  | Stephen Sondheim (adapté par Pierre Philippe) | Stephen Sondheim    | 5:26  |
| 13. | Oraison                                                            | Pierre Philippe                               | Juliette Noureddine | 6:50  |
| 14. | Un ange passe                                                      | Pierre Philippe                               | Juliette Noureddine | 4:41  |

### Crédits
| - Juliette Noureddine : chant, piano, arrangements - Didier Goret : piano, arrangements, orchestrations - Franck Steckar : percussions, batterie - Bruno Grare : percussions, trombone - Thibaud Verbe: violoncelle solo - Benoit Dunoyer de Segonzac : contrebasse - Catherine Lamborot : hautbois solo - Jean-Marc Dumontier : cor solo - Thierry Kartagener : cornet solo - Dominique Sucetti : bandonéon, accordéon Avec la participation de l'Ensemble Orchestral des Hauts-de-Seine, dirigé par Laurent Brack. | - Mysiane Alès (Le Rideau Bouge) : production - Didier Goret : direction artistique - Gérard Lhomme (assisté de Stéphane Bili) : enregistrement - Philippe Leroux : photographie - Mermon : réalisation du livret |